# Botas de siete leguas

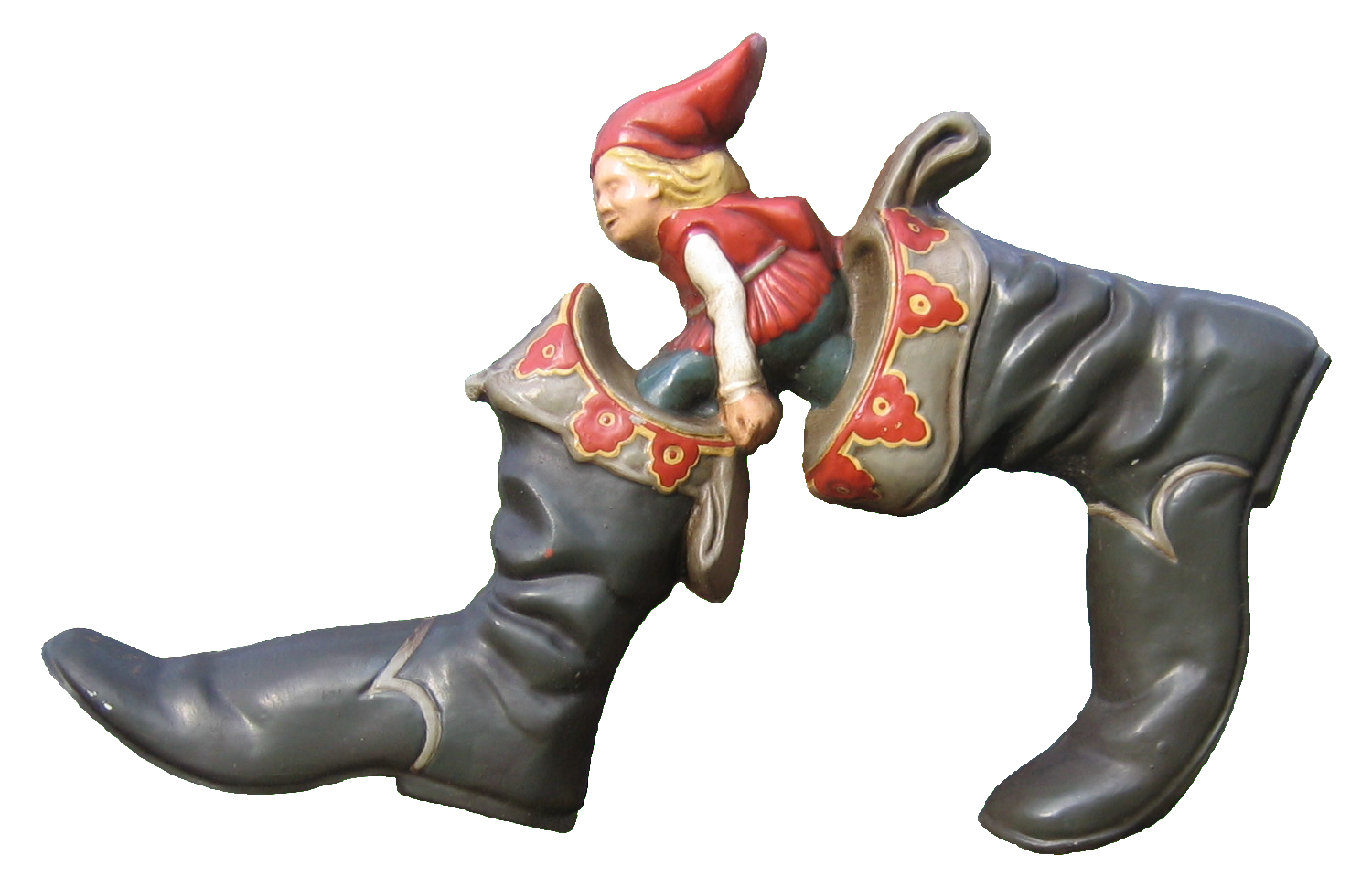
Pulgarcito usando las botas de siete leguas

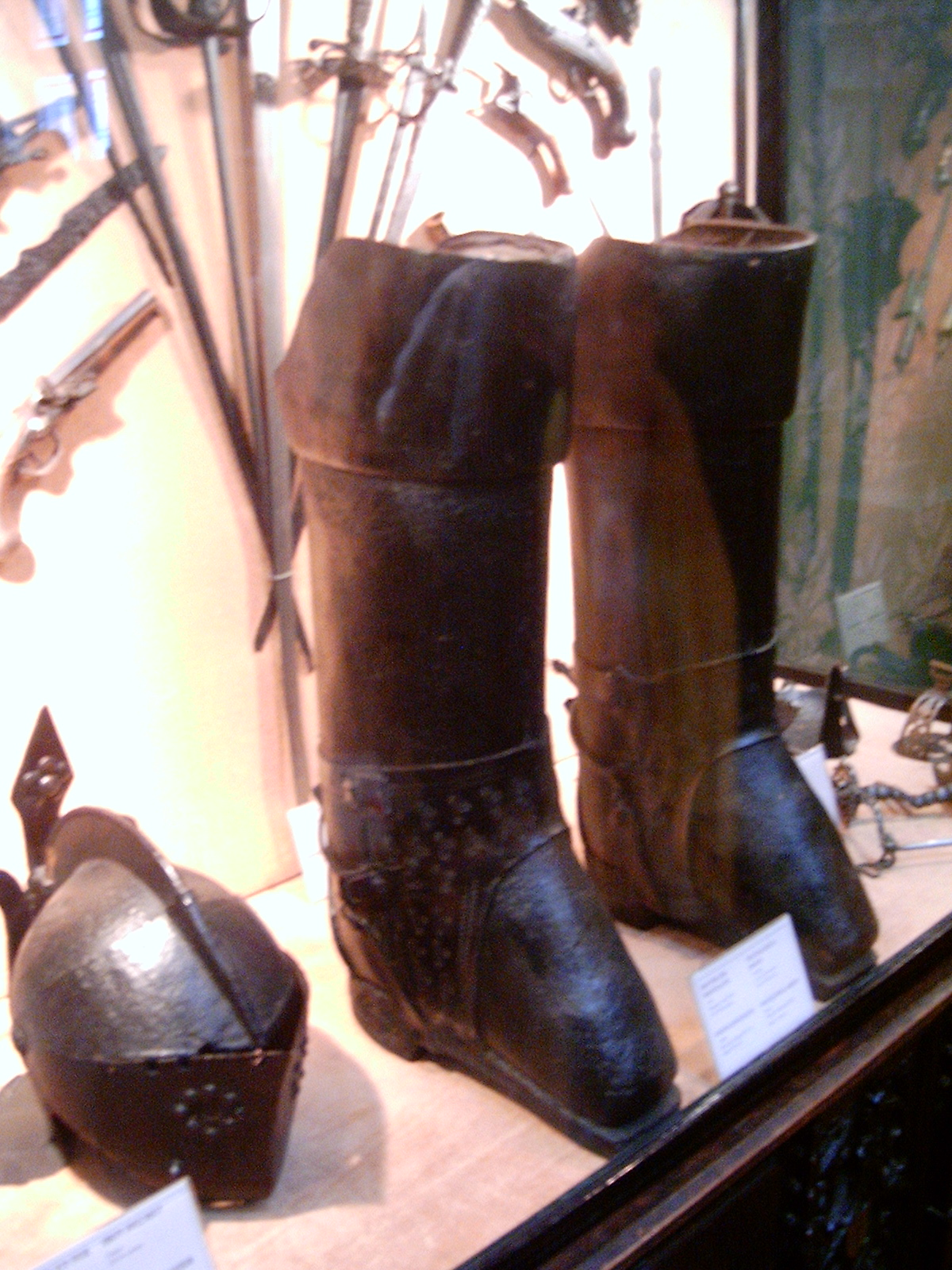
Botas de postillón o botas de siete leguas. Museo del palais Bénédictine, Fécamp, Francia.

Las botas de siete leguas son un elemento del folclor europeo. Las botas permiten a la persona que las lleva el tomar pasos que recorren siete leguas cada uno, lo que resulta en una gran velocidad. Las botas a menudo son presentadas por un personaje mágico al protagonista para ayudar en la realización de una tarea importante.

## Etimología
El concepto de las botas de siete leguas fue popularizado por los cuentos de Charles Perrault con el término francés «bottes de sept lieues». En la Francia del siglo XVII, se llamaban «bottes de sept lieues» las botas que llevaban los postillones y se piensa que deben su nombre al hecho de que la distancia que separaba dos casas de posta solía ser de siete leguas. En realidad, esa distancia podía variar mucho de una región a otra y era de entre 16 y 20 kilómetros, a saber cuatro o cinco leguas.
El número 7 es, por otro lado, un número mágico que aparece repetidas veces en los cuentos de Perrault. En Pulgarcito, aparte de las botas de 7 leguas, aparece otras tres veces: Pulgarcito tiene 7 años, él y sus hermanos son 7, y el ogro tiene 7 hijas.